# Scavi archeologici di palazzo Martinengo Cesaresco Novarino
Gli scavi archeologici di palazzo Martinengo Cesaresco Novarino a Brescia sono stati aperti nel 1998 nei sotterranei del palazzo, dopo otto anni di lavori che hanno interessato la variata stratigrafia che interessa l'area sottostante all'edificio. Gli scavi hanno portato alla luce testimonianze e reperti che vanno dalla preistoria al medioevo, confermando la trimillenaria storia di piazza del Foro e di quest'area della città di Brescia.

## Storia
Nel 1989, in occasione di un restauro dell'edificio reso necessario dall'ingresso delle nuove funzioni amministrative e culturali della provincia di Brescia, viene aperta una vasta campagna archeologica nei sotterranei del palazzo, in particolare nelle antiche cantine, dove lo stesso volume dell'edificio già penetrava nel suolo.
Durante i lavori di scavo, durati circa otto anni, è emersa una chiara e straordinaria stratificazione che abbracciava un arco storico dal medioevo, con resti e fondamenta di edifici, alla preistoria e protostoria, con tracce di insediamenti. Le testimonianze maggiori e più caratterizzanti sono invece quelle legate all'età romana di Brixia, che in questa zona aveva il suo punto nevralgico, con il foro, il Capitolium e la basilica civile.
Nel 1998, al termine della campagna archeologica, è stato aperto un percorso di visita tra le testimonianze emerse, intitolato Le città nella città a significare la possibilità di veder concentrati, in un solo luogo, tremila anni di storia urbana di Brescia.

## Gli scavi
Il percorso si sviluppa in cinque sale: le sale 1 e 2 sono incentrate sui resti e sull'intorno dell'antico decumano massimo della città, oggi via dei Musei. Le sale 3, 4 e 5 riguardano invece l'area del foro.

### Sale 1 e 2
Nelle sale 1 e 2 sono visibili resti risalenti alla prima età del Ferro fino a testimonianze di edifici romani di età flavia, forse rimasti in uso fino al III-IV secolo d.C. I resti preistorici consistono in un battuto di ciottoli che serviva da pavimento a una capanna in canne e rametti, del tutto scomparsi. Delle originarie pareti rimangono solamente tracce di argilla pressata che, una volta aderita, impermeabilizzava l'ambiente e lo isolava termicamente. Nelle vetrine a fianco sono esposti i reperti recuperati nell'area dello scavo legati alla capanna: pesi per telai, un amuleto in pietra verde, un'urna cineraria, un colino e interessanti frammenti di ceramica.
Per quanto riguarda l'età romana, sono visibili nelle sale le testimonianze di due differenti fasi costruttive. All'età augustea appartengono pochi ma vistosi resti di un edificio residenziale signorile, costituiti da due spesse mura portanti perpendicolari tra loro e le pareti di un piccolo ambiente di disimpegno, affrescate in semplice bianco e nero e in modo delicato, secondo il gusto tipico dell'epoca. Più interessanti i resti di età flavia, relativi a un complesso termale pubblico al quale si accedeva dal Foro, talmente vasto che se ne possono rintracciare i resti sotto tutta l'area di palazzo Martinengo. Della struttura rimane parte di una vasca monumentale: il pavimento è coperto da uno strato di cocciopesto, molto isolante, mentre le pareti erano ricoperte da marmi multicolori, dei quali si conservano frammenti nelle vetrine. L'impianto termale doveva essere ancora attivo in età tardoantica e dovette perdere ogni funzione a causa di in incendio, del quale sono state trovate tracce. Dagli scavi è emerso anche un rocchio di colonna scanalata, sicuramente parte del corredo architettonico o decorativo delle sale termali.

### Sala 3
Nella sala 3, molto piccola, si conserva un ampio mosaico pavimentale di età augustea e parte dello stesso complesso termale di età flavia visibile nelle sale 1 e 2. Il mosaico, che ornava una delle sale della domus, presenta un fondo di tessere bianche riquadrate da una semplice cornice di tessere nere, al cui interno è possibile vedere parte del riquadro centrale, costituito da una greca geometrica con quadretti raffiguranti animali e motivi vegetali.
Più consistenti sono i resti dell'ambiente termale, costruito al di sopra della domus augustea: si notano a destra il praefurnium, cioè l'ambiente in cui si produceva il calore, e a sinistra l'ipocausto che veniva riscaldato dal praefurnium, separati da un muretto. L'aria calda prodotta nel praefurnium arrivava sotto il pavimento dell'ipocausto mediante un'arcatella, ora murata ma ancora visibile, dopodiché attraversava i tubuli, mattoni cavi di cui si vedono resti sul muretto, giungendo finalmente a livello dell'ambiente da riscaldare. Il pavimento dell'ipocausto fu costruito sul mosaico augusteo sopraelevato di qualche decina di centimetri mediante suspensurae, per permettere il passaggio dell'aria calda: in sostanza, il piano del mosaico fu riutilizzato già durante la costruzione dell'impianto termale. Sul mosaico augusteo sono ancora visibili gli appoggi circolari delle suspensurae, mentre alcuni di questi elementi sono esposti in una vetrina verso la sala 5. Al basso medioevo appartengono invece le probabili fondamenta di una torre visibili a fianco, nel cui tessuto murario è visibile una lapide romana di reimpiego.

### Sala 4
Nella sala 4 è visibile nuovamente la sovrapposizione di resti romani già rilevata nelle precedenti sale: a mura di età augustea, appartenenti alla domus di cui faceva parte il mosaico presente nella sala 3, si sovrappongono altri resti del caldarium termale, cioè l'ambiente destinato a ospitare i bagni caldi. Fa parte del caldarium anche le scaletta presente sotto la moderna piattaforma metallica, evidentemente l'antico accesso. Appartiene al complesso termale anche il canale di scolo e i resti degli affreschi parietali, caratterizzati da motivi detti "a tappeto" e da raffigurazioni di animali marini.
Al basso medioevo risalgono invece la muratura angolare sotto la piattaforma di passaggio e un profondo pozzetto di scolo. Prima dell'ingresso alla sala 5 sono inoltre posizionate alcune vetrine contenenti resti di colonne romane, uno schema della stratificazione del sito archeologico e oggetti d'uso dell'epoca recuperati nell'area di scavo.

### Sala 5
Nella sala 5 si notano nuovamente resti di murature di età augustea e flavia, accompagnate da un pavimento in cocciopesto, originariamente ricoperto di marmo, che faceva parte dell'atrium del complesso termale. Sulla parete di fondo, al livello stratigrafico di età flavia, è visibile uno zoccolo marmoreo che costituiva la demarcazione tra l'edificio termale e il Foro.
Nella profonda fossa centrale, invece, vi sono resti di una capanna della prima età del Ferro: in particolare, si notano un focolare ed i fori per l'alloggiamento nel terreno dei pali lignei di sostegno. Sulla parete destra e su quella di fondo si trovano infine le mura di un'abitazione di età medievale, in buona parte composte da materiale di reimpiego, tra cui un blocco di marmo decorato a rosette proveniente dal soffitto cassettonato del portico del Foro.